# Bořík Procházka
Bořík Procházka (* 29. November 1930 in Prag; † 13. Mai 2013 ebenda) war ein tschechischer Schauspieler.

## Werdegang
Procházka entstammte einer Opernsängerfamilie. Sein Bruder Zdeněk wurde ebenfalls Schauspieler, sein anderer Bruder Vladimír Theaterwissenschaftler.
Er wuchs in Mělník auf und spielte in seiner Jugend an einem dortigen Amateurtheater. Nach dem Abschluss der Schule besuchte er zunächst ein Lehrerbildungsinstitut und studierte dann bei Radovan Lukavský an der Theaterfakultät der Akademie der Musischen Künste in Prag (DAMU) Schauspielkunst. Nach Beendigung des Studiums erhielt Procházka Engagements am Theater Mladá Boleslav, dem F. X. Šalda-Theater in Liberec und dem Olmützer Theater. Ab 1966 war er bis zu dessen Schließung im Jahre 1972 an Otomar Krejčas Theater hinter dem Tor (Divadlo za branou) in Prag engagiert. Zugleich spielte er auch am Theater am Geländer (Divadlo Na zábradlí). Am Nationaltheater wirkte Procházka bei Krejčas Adaption des Faust mit.
Neben seiner Arbeit am Theater spielte Procházka, zumeist in kleineren Rollen, in zahlreichen Filmen mit. Procházka verstarb im Jahre 2013 plötzlich.
Aus einer Beziehung mit der Schauspielerin Marika Skopalová entstammt seine Tochter Marika Procházková (* 1974), die ebenfalls Schauspielerin wurde. Sein Neffe ist der Dramaturg und Direktor des Prager Činoherní klub, Vladimír Procházka.

## Auszeichnungen
- Für die Rolle des Sir im Garderobiér wurde Procházka mit einem Preis des Verbandes der tschechoslowakischen dramatischen Künstler (svaz československých dramatických umělců) geehrt
- Die Stadt Mělník verlieh ihm 2010 den Silbernen Orden

## Filmografie (Auswahl)
- 1975 – Město nic neví
- 1976 – Guten Tag, Stadt (Dobrý den, město)
- 1977 – Der Schatten des fliegenden Vogels (Stín létajícího ptáčka)
- 1977 – Spiegelung (Zrcadlení)
- 1978 – Guernica (Studentenfilm)
- 1979 – Božská Ema
- 1980 – Nur so ein bißchen vor sich hinpfeifen (Jen si tak trochu písknout)
- 1980 – Luzie, der Schrecken der Straße (Lucie, postrach ulice) (Serie)
- 1981 – Láska na druhý pohled
- 1981 – Upír z Feratu
- 1983 – Dlouhý čas loučení (Fernsehfilm)
- 1983 – Jára Cimrman, ležící, spící
- 1983 – Lucie, postrach ulice
- 1983 – Martin Luther
- 1983 – O bílém jadýrku (Fernsehfilm)
- 1983 – Das Wildschwein ist los (Slavnosti sněženek)
- 1984 – Láska z pasáže
- 1986 – Lev s bílou hřívou
- 1986 – Můj hříšný muž
- 1986 – Ohnivé ženy se vracejí (Fernsehfilm)
- 1986 – Die Galoschen des Glücks (Galose stastia)
- 1986 – Území strachu (Fernsehfilm)
- 1987 – Warum (Proč?)
- 1988 – Přejděte na druhou stranu (Serie)
- 1988 – Rodáci (Serie)
- 1989 – Člověk proti zkáze
- 1989 – Morové povětří (Fernsehfilm)
- 1990 – Nemocný bílý slon
- 1990 – Obyčejná koňská historie (Serie)
- 1990 – Popel a hvězdy (Fernsehfilm)
- 1990 – Třináctery hodiny (Fernsehfilm)
- 1992 – Trhala fialky dynamitem
- 1994 – Bylo nás pět (TV-Serie)
- 1996 – Kamenný most
- 2005 – Comeback (TV-Film)
- 2008 – Taková normální rodinka
- 2009 – T.M.A.
- 2009 – Zemský ráj to napohled
- 2011 – Das Massaker von Lidice (Lidice)